# Bassett (Hampshire)
Bassett – dzielnica miasta Southampton, w Anglii, w Hampshire, w dystrykcie (unitary authority) Southampton. W 2011 osada liczyła 14 532 mieszkańców.